# ルノー・コレオス
コレオス（Koleos）はフランスの自動車メーカー・ルノーが2007年から販売しているSUVである。なお、韓国で販売されるルノーサムスン・QM5は初代、ルノーコリア・QM6は2代目とほとんどの部品を共有する姉妹車である。初代は日本市場でも販売されていた。

## 概要
2006年のパリサロンで出品されたコンセプトカー「コレオスコンセプト」をルーツとし、そのデザインテイストを生かして市販化されたのが始まりである。
生産はルノーサムスン→ルノーコリアの釜山工場。

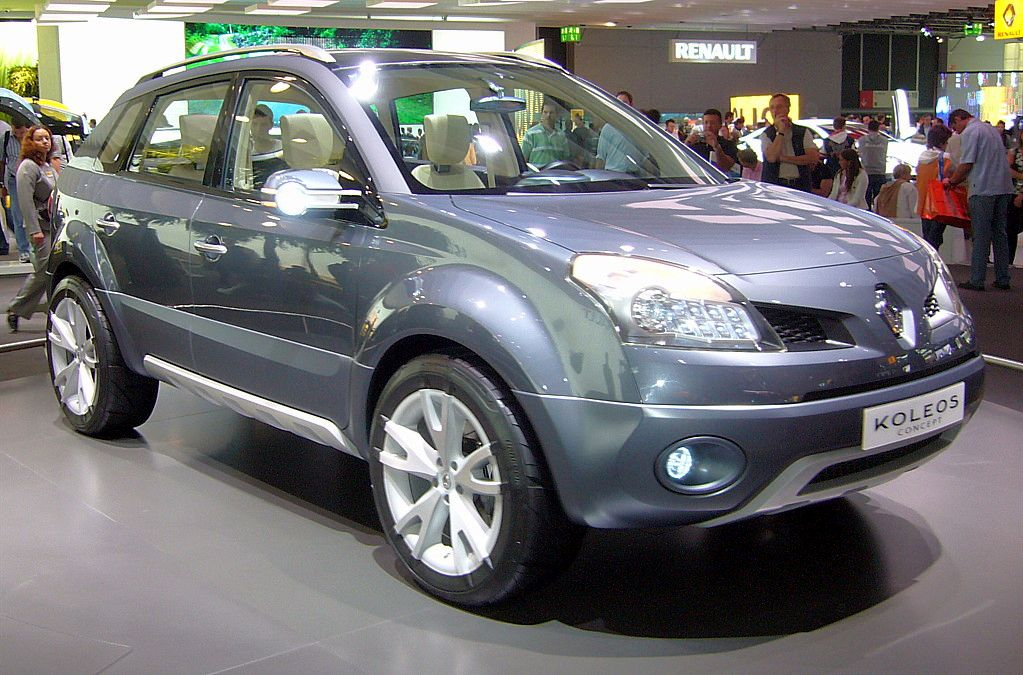
コレオスコンセプト　フロント
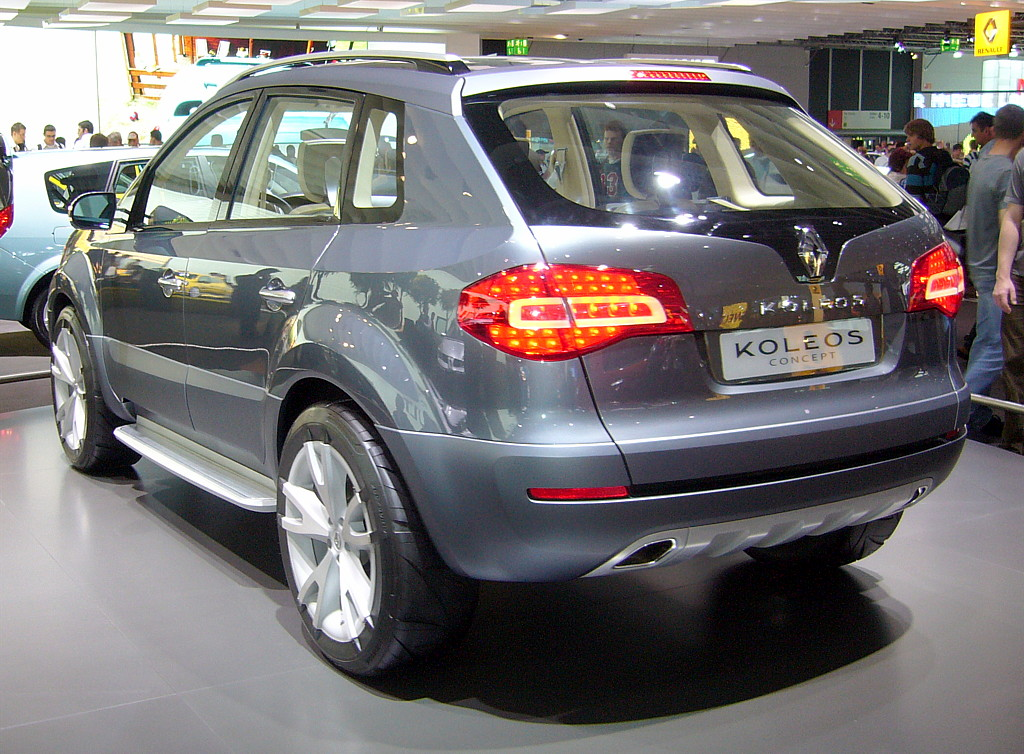
コレオスコンセプト　リア

## 初代（HY/H45型　2008年-2016年）
スタイリングと商品企画はルノーが担当し、主要メカニズムの提供や走行実験など開発の柱はルノーとパートナーシップを組む日本の日産自動車が、そして生産・輸出を傘下の韓国のルノーサムスン自動車（現・ルノーコリア）が行うという、3社にとって初のジョイントベンチャーでもあり、開発は神奈川県厚木市にある日産テクニカルセンターにて3社共同で行われた。
プラットフォームはキャシュカイ（日本名デュアリス）やエクストレイル、ローグなどと同じルノー・日産アライアンスのCプラットフォームを使用。もちろんQM5とも共通である。ボディサイズは全長4,520mm（日本仕様は4,525mm）x全幅1,850mm（日本仕様は1,855mm）x全高1,695mm（4WDは1,710mm）とデュアリスより210mmほど長く、幅も70mm広くなっている。 なおQM5と比べると5mm幅が狭いだけで全長・全高は同じである。
搭載するエンジンはルノーと日産が共同開発したM9R・2.0Lディーゼルエンジン2種（150PS/175PS）と日産のQR25DEをベースにした2TR・ガソリンエンジンの計3種類となる。なお、ディーゼルエンジンは欧州市場のエクストレイルやキャシュカイ、メガーヌに採用されているものと同一である。
変速機は6速MTと6速マニュアルモードつきエクストロニックCVTから選択可能。また、4WDシステムは日産独自のオールモード4X4-iを採用し、衝突安全性能についてもコンピューターシミュレーションを駆使した設計によりユーロNCAP最高の☆☆☆☆☆を獲得している。
フロント320mm/リア292mmと大径サイズを有するディスクブレーキローターはルノー本社からのリクエストにより、日本中の日産の工場で採用されているものの中から選りすぐられたものを採用しており、ベースのデュアリス同様、ホイールのPCDは114.3mmとなる。さらに、「高い安全性」、「静粛な乗り心地」、「快適な走行性」を高い次元で実現するため、80項目以上の装備や部品を精査して開発された。
利便性に関しては、車内後方のレバー操作のみでリアシート背もたれを前倒させ、スキー板やスノーボード板などの長尺物やゴルフバッグ4セットを積載することが可能なカーゴスペースや、大開口が可能な上下2分割式のリヤゲート（通称：クラムシェルゲート、下板は最大耐荷重200kg）を採用している。
日本仕様は全車2.5Lガソリンエンジン＋エクストロニックCVT＋オールモード4X4-iを採用。欧州市場に設定されるFFモデルやディーゼルエンジン、6速MTは用意されない。日本市場は取り回しを考慮して右ハンドル仕様のみとなった。この手の車種は日本の法規の関係で助手席側フェンダー上にサイドアンダーミラーを装着する（あるいはドアミラー下にカメラを装着する）ケースが多いが、日本仕様はトヨタ・RAV4やホンダ・CR-Vのように助手席側ドアミラー下にサブミラーを加えることでスタイリングを損なわないように配慮されている。ボディカラーはノワールディボワール（ブラックに近いグレー）、グリソーンジュ（ライトグレー）、ブランベルレ（ホワイト）の3色に加えてルージュゴッティーニやブルーソンブルなどのオプション5色を加えた計8色。

### 前期 phase 1（2008年-2011年）
- 2008年
  - 3月 - ジュネーブショーにおける市販仕様のワールドプレミア後、翌月4月28日に欧州各国で発表。
  - 9月 - 欧州市場における販売台数が3万台を超える。オーストラリアで販売開始。2009年度販売目標4,000台。
- 2009年
  - 4月 - 中国で販売開始（中国語表記：科雷傲）。5月末までに550台を輸入。
  - 5月27日 - ルノー・ジャポンにより日本で発売開始。
- 2010年
  - 6月24日 - 日本導入1周年記念特別仕様「エディション リミテ ブランシュ」を20台限定で発売。「プレミアム　グラスルーフ」をベースに、センターとツイーターを含む計7つのスピーカとサブウーファー、デジタルアンプで構成されるBOSEサウンドシステムとQM5の特別仕様「FAIRWAY」で採用されたベージュ/ダークグレーの2トーンカラーの本革シート、2010年モデルのQM5「RE」と同デザインの17インチアルミホイールを採用した。ボディカラーはブランシュ（＝blanche、フランス語で白を意味する）という仕様名のとおりブランベルレのみで、価格はプレミアムグラスルーフの10万円高。
  - 8月 - 販売台数の不振を理由にイギリス市場から撤退。
  - 9月8日 - 日本仕様を一部変更（発売は22日より）。ボディカラーの入れ替え（ブランベルレ、ノワールディボワール、ルージュゴッティーニ以外はすべて新色）が行われるとともに、ベースグレードはルーフレール、ワンタッチレバー式6:4分割可到式リアシート、バックソナーを追加した上で「ダイナミック」へとグレード呼称を変更。「プレミアム」と「プレミアム グラスルーフ」はアルミホイールのデザインを変更（エディションリミテブランシュと同デザイン）。また、センターコンソールやドアトリムの一部をカーボン調パネルに変更し、｢Arkamys 3Dサウンドシステム」を採用することでUSBやiPodが接続できるようになった。これだけの変更があったにもかかわらず、価格は全グレードとも据置かれた。当初設定されていたボディカラーの「グリソーンジュ」、「グリアルジョン」、「オリーブサーブル」、「ブルーソンブル」、「マロンキュイブレ」の5色は廃止された。

### 中期 phase 2（2011年-2013年）
フロント周りを中心にフェイスリフトを実施。全長が5mm伸びて4,525mmとなった（日本仕様は前期も4,525mmのため、変わらず）以外、外観サイズは不変である。フロントについてはラジエーターグリル以外がQM5と共通部品となった。メーターは配色とレイアウトを変更して視認性を向上させるとともに、ターンシグナルレバーは軽く操作すると3回点灯するワンタッチ機構を追加。助手席には新たにシートバック可倒機構を採用することで更なるシートアレンジの拡大を可能としている。また、ドアミラーにはサイドターンレンズを内蔵し、右左折時における他車の視認性を向上させた。ボディカラーには新色となる「メイプルレッド」を設定。
- 2011年
  - 6月 - ルノー公式サイト上でフェイスリフトモデルが公表された。フロントマスクを大幅変更した。この段階ではアナウンスされている以外の詳細については発売時期も含め発表されていなかった[2]。
  - 7月 - マイナーチェンジ。
- 2012年
  - 1月26日 - 日本仕様を発表、同日発売開始。日本仕様は上述の装備に加え、シルバーアンダースキッド（前後のバンパー下に付くプレート）を全車に標準装備。ボディカラーは継続色「ブラン　ベルレ」「ノワール　ディボワール」に加え、新色「オランジュ　エラーブル（やや濃いめのアンバー、NXD＝メイプルレッド）」「ルージュ　オリエンタル（濃いめの赤）」「グリ　マルス（ダークグレー）」を含めた計5色（すべて通常設定色）で、グレードは従来どおり「ダイナミック」「プレミアム」「プレミアムグラスルーフ」の3種（「プレミアム」以外は注文生産）。価格は一律で5万円上がった（「ダイナミック」の場合、319.8万円→324.8万円）。なおディーラーオプションながらQM5に設定される18インチアルミホイールも選択可能。
  - 9月12日 - 「BOSEエディション」を発表、翌13日より発売開始。「ダイナミック」をベースにBOSEと共同開発した8スピーカーオーディオシステムや「BOSE」ロゴ入りのキッキングプレート、ダーク塗装仕上げの17インチアルミホイール、ファブリックx本皮革シートなどを装備。ボディカラーはノワールディボワールのみ。限定20台で、価格はダイナミック比プラス5万円の329.8万円[3]。

### 後期 phase 3（2013年-2016年）
- 2013年
  - 6月19日 - 中期型をベースにブエノスアイレス国際モーターショーで再度フェイスリフトを受けた2014モデルを発表。クリオⅣやキャプチャーと同様に、近年のデザインアイコン「サイクル・オブ・ライフ」に則った大きなルノーエンブレムとV字形のグリルを纏った最新フェイスが導入され、一度的にQM5とは異なるバンパーやラジエーターグリルの形状となった（2014年1月にはQM5も小改良で同デザインとなる）。また、7インチタッチスクリーンを備えたR-Linkインフォテインメントシステム、BOSEオーディオシステム、リアビューカメラ、死角警告システム「ブラインドスポットワーニング」（BSW）といった装備が用意される[4]。
  - 11月14日　日本仕様がマイナーチェンジされ、後期に移行した。日本仕様は従来の最上級グレードであった「プレミアムグラスルーフ」にBOSEサウンドシステムやBSW、新デザインの18インチアルミ（QM5の2014モデルと同デザイン）などを加えた「INTENS」の単一グレードに整理された。メカニズムについては、QM5のガソリンエンジンは2014モデルで2.0Lに変更されているが、コレオスでは2.5Lのままである。

- 2016年1月 - 日本での販売を終了。

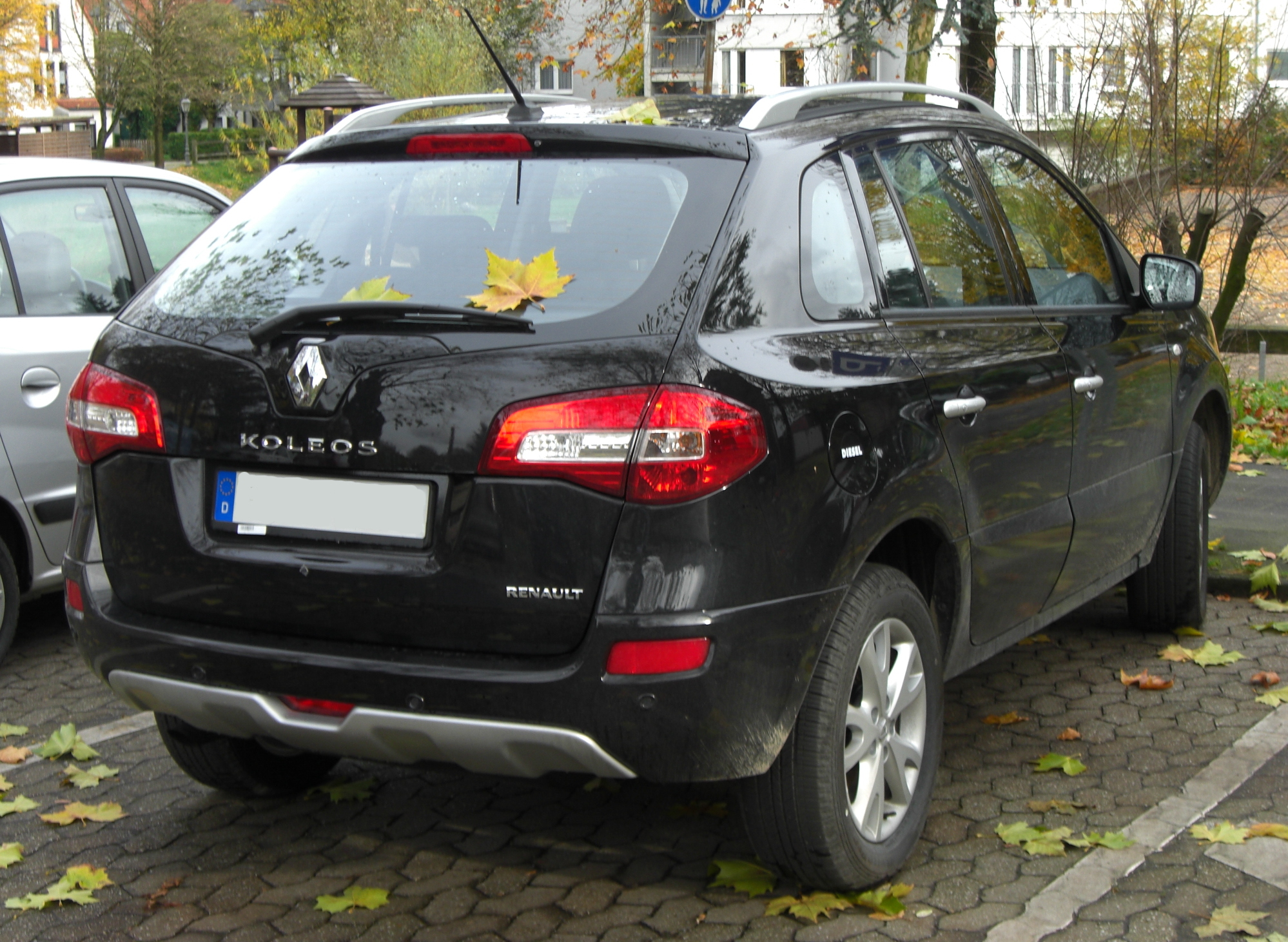
前期　リヤ
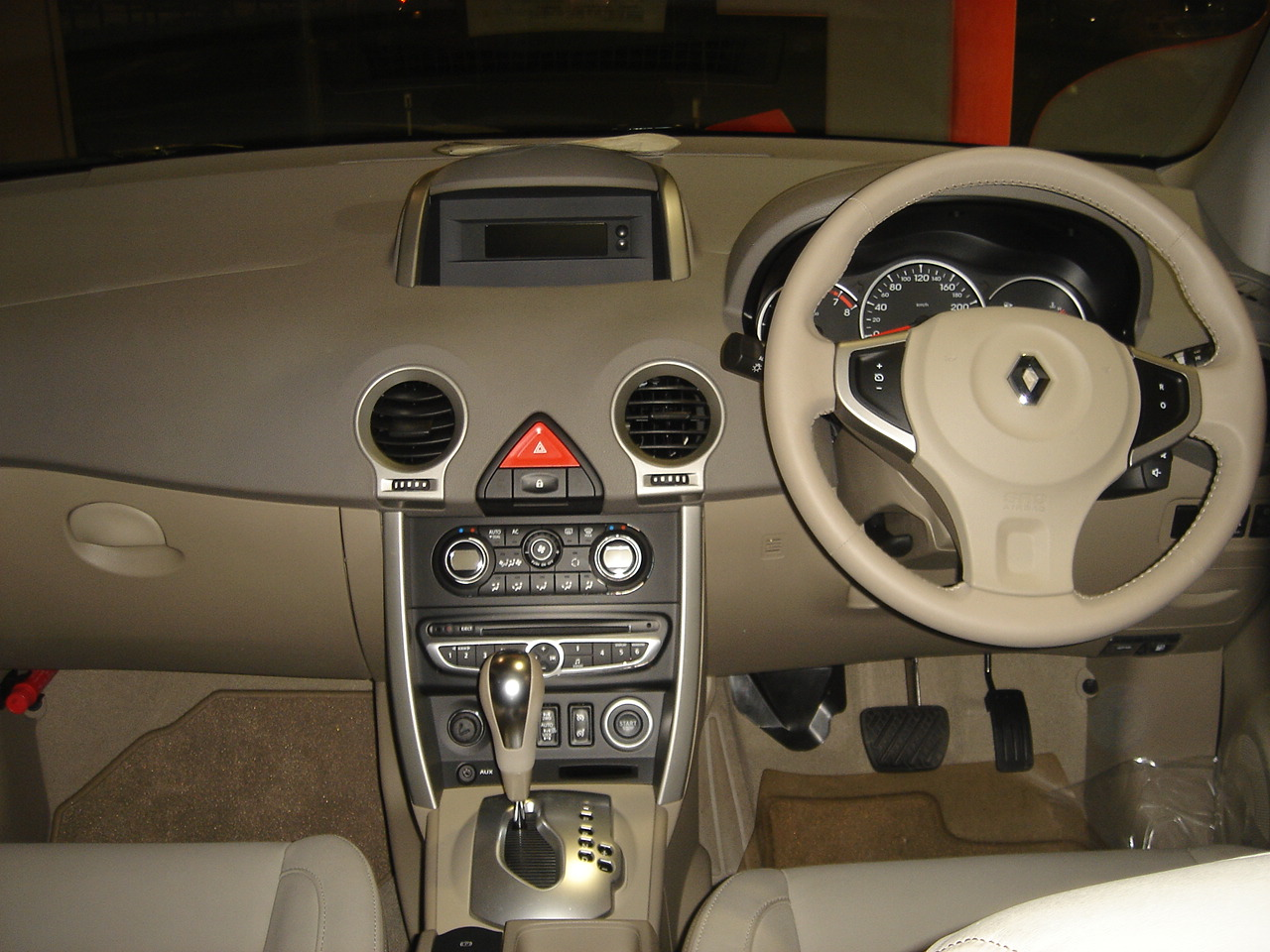
前期　インテリア（日本仕様）
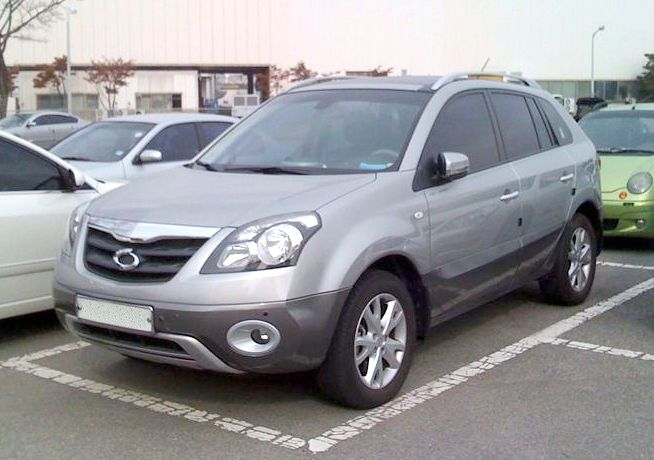
兄弟車種のルノーサムスンQM5（前期）
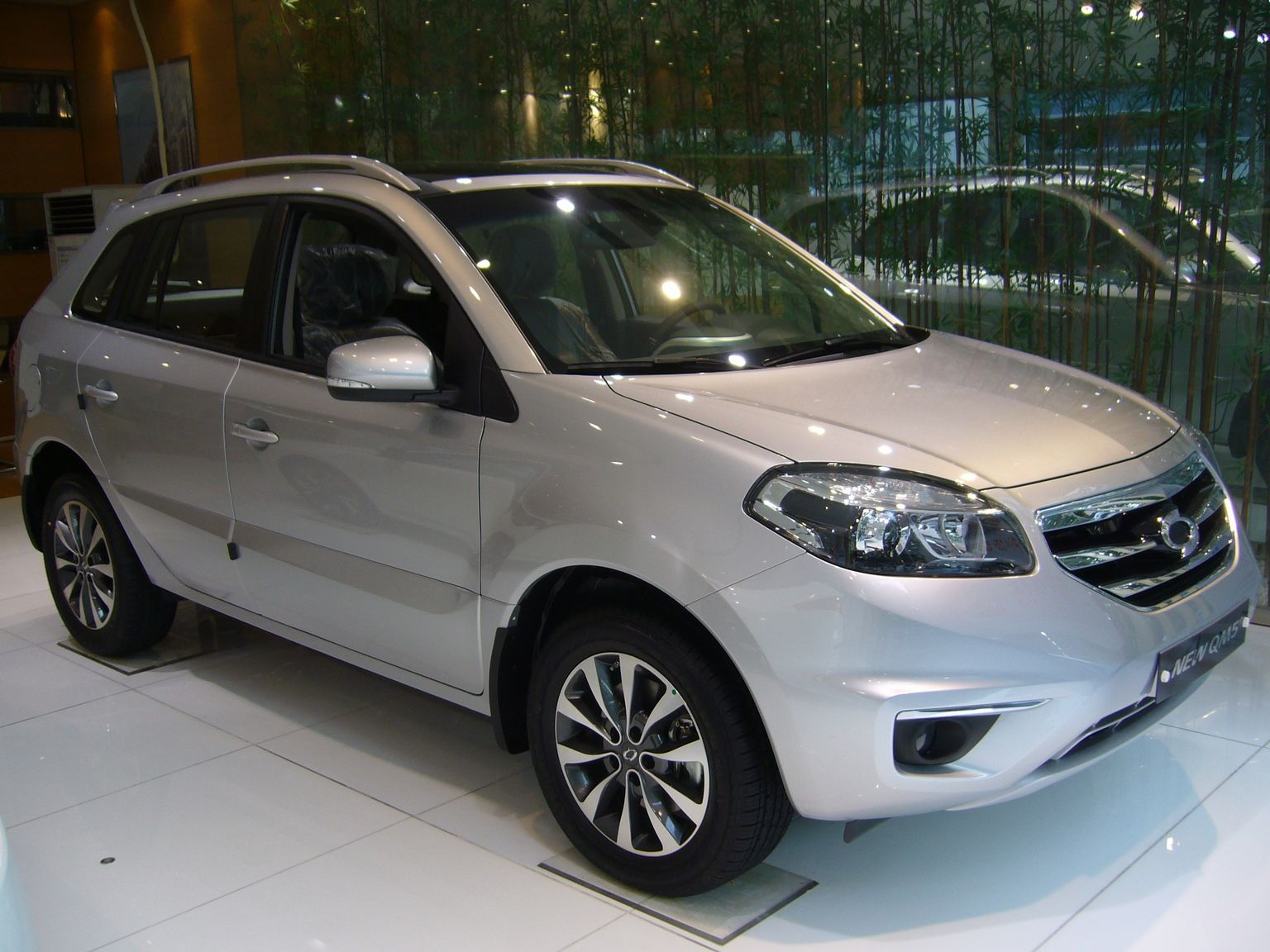
兄弟車種のルノーサムスンQM5（中期）
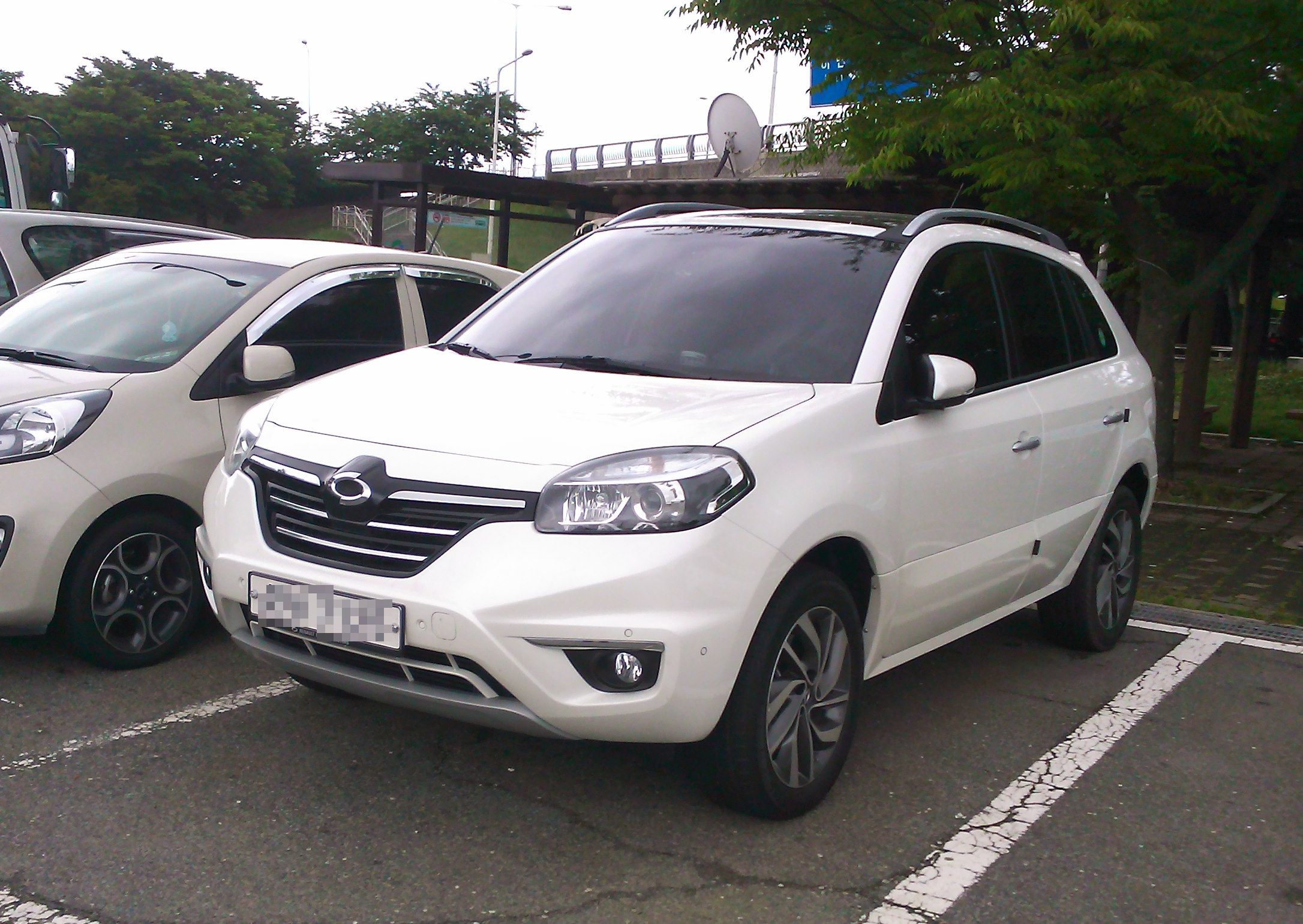
兄弟車種のルノーサムスンQM5（後期）

## 2代目（HZG型　2016年-2023年、通称：コレオスII）
2016年4月、北京モーターショーにて世界初公開。2016年8月、先陣を切ってオーストラリアで販売を開始。その後、徐々に各市場での販売が開始された。先代に引き続いて全量がルノーサムスン（当時）釜山工場製となり、世界80か国以上に輸出される。ただし、中国向けに関しては東風汽車との合弁企業である東風雷諾（ドンフェンルノー）の最新工場「武漢工場」にてカジャーとともに生産される（コレオスの中国名表記は「科雷傲」）。なお、フランス市場においては、カジャーとエスパスの中間を埋めるポジションに位置する。
2代目の開発はルノーサムスン主導の下、3代目エクストレイル（T32）をベースにルノーと共同にて行われ、エクステリアおよびインテリアデザインについても、ルノーのアジア地域におけるハブ的役割を持つ京畿道の器興研究所（ルノーデザインアジアスタジオ）が中心となって進められた。
プラットフォームはベース車両であるタリスマン同様、新たに日産が主導開発したCMF-C/Dを採用。
先代の特徴のひとつだったクラムシェルゲートは一般的な1枚開きのゲートに改められる半面、キーを所持していればバンパー下に足をかざすだけで自動で開く「マジックゲート」を新たに採用している（開閉はリモコンやボタンでの操作も可能）。
エクステリアは、ルノーのデザイン部長であるローレンス・ヴァン・デン・アッカーが提唱する近年のデザインアイコン「サイクル・オブ・ライフ」に則り、両サイドのランプから中央に向かってラインが延びるデザインを採用するとともに、最新のデザインアイコンであるL字型のLEDをヘッドライト下に配置している。またカジャーとの競合を避けるため、全長は先代比で大幅に延ばされ（逆に先代比で全幅は-10mm、全高は-15mm）、Dセグメントに昇格しているほか、後席とカーゴスペースが拡大された。
エンジンは先代からキャリーオーバーされるM9R型2.0Lコモンレールディーゼルと2TR型2.5Lガソリンエンジンのどちらか、もしくは両方を市場に応じて投入する。但し、中国向けのガソリンエンジンはルノーサムスン・QM6と同じ2.0LのM5Rとなる。
タリスマンで採用済のインフォテインメントシステム「R-Link」は「R-Link 2」に進化し、8.7インチタッチパネルディスプレイを介してオーディオ、ナビ、エアコン等を操作する。
ベースとなっているタリスマンとは異なり、右ハンドル車も生産されるため、オーストラリアやニュージーランド、イギリス等の右ハンドル市場でも販売される。
なお、ルノーサムスン版は2016年6月2日の釜山モーターショーのプレスデーで初披露され、新たにQM6を名乗ることになった。事実上、QM5の後継車種となる。
2023年3月、6代目エスパスに吸収統合され欧州市場向けとしてはモデル廃止となるが、2024年6月に韓国で3代目が「グラン コレオス」として発表された。

## 3代目（2024年-）
2024年6月27日、「釜山モーターショー」改め「釜山モビリティーショー2024」にてワールドプレミア。次世代親環境新車開発プロジェクト「オーロラ（AURORA）」に基づき、コードネーム「オーロラ1（AURORA 1）」の名で、ルノーコリアの提携先である吉利汽車のXingyue L（星越L、Monjaro）をベースに1兆5000億ウォンを投じて開発。プラットフォームは吉利の子会社であるボルボが開発したCMA（コンパクト・モジュラー・アーキテクチャ）を採用しており、プラットフォームこそ違うがルノーコリアにおいても2025年から生産開始予定であるポールスター・4とも親和性がある。
エクステリアデザインはフランスと韓国のルノー・デザインチームが担当。フロントとリアを中心にベース車と異なる専用意匠となっている。
インテリアには韓国車のこのクラスで最大となる「openR パノラマスクリーン」が搭載され、メーター部の12.3インチのTFTクラスター、センターディスプレイ、助手席ディスプレイの計3点で構成されている（助手席ディスプレイはグレード別設定）。また、オーディオにはBOSEサラウンドシステムが備わる。
エンジンは2.0Lガソリン直4ターボ（JLH-4G20TDB）、1.5Lガソリン直3ターボ+モーターの「E-TECHハイブリッド」（BHE15-BFZ）を搭載しており、欧州産のルノーのSUVとは共通性皆無のパワーユニットとなる。
グレードは「テクノ」「アイコニック」「エスプリ アルピーヌ」の3種が用意され、すべてのグレードでガソリンとE-TECHハイブリッドが選択可能だが、4WDはガソリン車の「エスプリ アルピーヌ」のみに設定される。なお、「エスプリ アルピーヌ」は韓国のルノーのラインナップにおいて初となる。

韓国市場ではこの3代目から初めて「ルノー・コレオス」の車名で販売されるが、「新しい車体サイズと同クラス最高の後部座席空間を持つルノーSUV」であることを意味する「Grand（グラン）」が付け加えられた。欧州市場では6代目エスパスが従来のコレオスの後継車になっているため、導入の可能性は低い。

## 車名の由来
ギリシャ語で刀の「鞘（さや）」を意味する。